# Thomas van der Plaetsen
Thomas van der Plaetsen (Bélgica, 24 de diciembre de 1990) es un atleta belga, especialista en la prueba de decatlón en la que llegó a ser campeón europeo en 2016.

## Carrera deportiva
En el Campeonato Europeo de Atletismo de 2016 ganó la medalla de oro en la competición de decatlón, consiguiendo un total de 8218 puntos, superando al checo Adam Helcelet (plata con 8157 puntos) y al serbio Mihail Dudaš (bronce).